# Zeitsynchronisiertes Zeigermessgerät
Ein zeitsynchronisiertes Zeigermessgerät (englisch time-synchronized phasor measuring device, Phasor measurement unit, PMU) ist ein Gerät, das die komplexe Amplitude von Strom und Spannung zu einem bestimmten Zeitpunkt (Synchrophasor) misst. Daraus werden Werte wie Spannung, Phasenwinkel, Netzfrequenz, Frequenzänderung, Dämpfungsgrad etc. berechnet und mit dem Zeitpunkt der Messung verbunden. Es wird beispielsweise pro Periode der Netzfrequenz eine Messung gemacht. Um eine Synchronisation mehrerer Messgeräte möglich zu machen, nutzt jedes Gerät ein GPS-Zeitsignal, um damit die ermittelten Zahlenwerte mit einem Messzeitpunkt zu verknüpfen und per Datenfernübertragung zu einer Zentrale zu übertragen. Dort kann der Datenstrom mit weiteren Datenströmen aus anderen Messgeräten kombiniert werden, um so weitere Informationen zu berechnen.
Diese Messgeräte sind Teil von Weitbereichsüberwachungssystemen (englisch Wide Area Monitoring System) und dienen beispielsweise der Analyse von Leistungsflüssen, zur nachträglichen Ereignisanalyse oder zur Überwachung der Netzdynamik in einem gesamten Verbundnetz wie dem europäischen Verbundnetz. So können im Rahmen der Beurteilung der Versorgungsqualität akute Netzpendelungen, beispielsweise nach Kraftwerksausfällen oder einem Kurzschluss beobachtet werden. Eine weitere Anwendung ist die dynamische Ermittlung des Ortes, an dem ein elektrisches Ereignis im Stromnetz passiert, wenn mindestens zwei zeitsynchronisierte Zeigermessgeräte das Ereignis abgebildet haben.